# Ніра (Махараштра)
Ніра — місто в штаті Махараштра, за 80 км від Пуне, лежить на берегах річки Ніра. Розташоване на межі округу Пуне та Сатара, техсілів Бараматі, Палтан, Пурандар, планового міста Кхандала.
В околицях міста добре розвинене сільське господарство через достатню кількість вологи — нижче за течією є водосховище, зліва й справа простяглися канали. Сільськогосподарські підприємства виробляють пальмовий цукор, який перероблється на цукровому заводі в Сомешварі. Розташована однойменна залізнична станція, сполучення з містами Мірадж та Колхапур. Найближчий населений пункт — село Бавкалваді (округ Сатара).
Є чимало туристично значимих стародавніх храмів.